# Nonyn
Nonyn – organiczny związek chemiczny, węglowodór nienasycony z grupy alkinów.